# Sirine Husseini Shahid
Pour les articles homonymes, voir Shahid et Famille al-Husseini.
Sirine Husseini Shahid (en arabe : سيرين حُسيني شهيد), née en 1920 à Jérusalem, morte en 2008, est une membre de la très influente et respectée famille Husseini. Son père est Jamal al-Husseini (lui-même neveu du grand mufti de Jérusalem alors, Hadj Amin al-Husseini), son grand-père maternel est le maire de Jérusalem Faidi al-Alami, et son oncle maternel Moussa al-Alami.
Elle a été éduquée à l'école d'amis de Ramallah et ensuite à l'université américaine de Beyrouth. Elle est mariée en 1944 avec le Dr Munib Shahid (arrière petit-fils de Bahá’u’lláh, fondateur de la foi baha'ie) et ils s'établissent à Beyrouth. Sa fille Leïla Shahid est la déléguée de la Palestine auprès de la Commission européenne. Ses deux autres filles, Maya (Mme David Corm) et Zeina (Mme Souheil Rached), conçoivent et font la promotion des Broderies Palestiniennes pour Inaash.
Après 1967, elle est devenue commerçante dans l'industrie du cottage parmi les réfugiés palestiniens. Elle a travaillé sur des projets de broderie pour les femmes palestiniennes. En même temps, elle a écrit au sujet des costumes et de la broderie palestiniens et a aidé à arranger des expositions, y compris une dans le musée de l'humanité et dans le British Museum en 1991. Elle a également donné des articles aux archives des costumes palestiniens.
Son autobiographie Mémoires de Jérusalem, était publiée en 2000, et a été acclamée par la critique comme « franchissant un nouveau pas ». Elle a été traduite en plusieurs langues.

## Référence
1. 1 2  « Carnet », sur L'Orient-Le Jour, 14 février 2008 (consulté le 15 septembre 2024).
2. ↑   (en) Woven Legacy, Woven Language
3. ↑   (en) Palestine Archives des costumes palestiniens
4. ↑  (en) Malu Halasa, « Point of no return », The Guardian,‎ 26 octobre 2002 (ISSN 0261-3077, lire en ligne, consulté le 22 juillet 2024)